# Holland (Ohio)
Holland es una villa ubicada en el condado de Lucas, en el estado estadounidense de Ohio. En el Censo de 2010 tenía una población de 1764 habitantes y una densidad de 687,96 personas por km².

## Geografía
Holland se encuentra ubicada en las coordenadas 41°37′9″N 83°42′28″O / 41.61917, -83.70778. Según la Oficina del Censo de los Estados Unidos, Holland tiene una superficie total de 2.56 km², toda ella tierra firme.

## Demografía
Según el censo de 2010, había 1764 personas residiendo en Holland. La densidad de población era de 687,96 hab./km². De los 1764 habitantes, Holland estaba compuesto por el 84.13% blancos, el 10.43% eran afroamericanos, el 0.34% eran amerindios, el 2.89% eran asiáticos, el 0.96% eran de otras razas y el 1.25% pertenecían a dos o más razas. Del total de la población el 4.02% eran hispanos o latinos de cualquier raza.